# Замошье (Браславский район)
Замошье (бел. Замошша) — деревня в Браславском районе Витебской области Белоруссии, в Ахремовецком сельсовете. Население — 313 человек (2009).

## География
Деревня находится в 16 км к югу от города Браслав. Около деревни располагается ряд небольших озёр, крупнейшие из них — Шилово и Середник. В трёх километрах к востоку от деревни проходит шоссе Р3 на участке Шарковщина — Браслав, от Замошья к шоссе ведёт местная дорога. Ближайшая ж/д станция в Шарковщине, в 30 км к юго-востоку.

## История
Первое упоминание в источниках деревни под именем Данишевщина относится к 1524 году, когда великий князь Сигизмунд I передал имение М. Микуличу взамен утерянных владений на Смоленщине. Согласно административно-территориальной реформе середины XVI века местность вошла в состав Браславского повета Виленского воеводства.
В 1541 году имение выкупил Павел Сапега. В 1541—1566 и 1600—1754 годах Замошье находилось во владении рода Сапег, с середины XVIII века многократно меняло владельцев. В 1761 году каштелян смоленский С. Бужинский построил здесь деревянную греко-католическую церковь Святых Петра и Павла. Во время восстания Тадеуша Костюшко в 1794 году возле местечка состоялся бой между повстанцами и российскими войсками.
В результате второго раздела Речи Посполитой (1793) Замошье оказалось в составе Российской империи, в Дисненском уезде Минской губернии. В 1800 году городком совместно владели С. Бужинский и греко-католический приход, здесь было 22 двора, деревянная церковь, плебания, деревянный усадебный дом на берегу озера Середник, ветряная мельница. Во время Отечественной войны 1812 года в Замошье находились квартиры императора Александра I и И. Мюрата. Во время восстания 1863 года в окрестностях 3амошья действовал повстанческий отряд. В конце XIX века в местечке было 28 домов. В 1893 году здесь была построена каменная православная церковь святых Петра и Павла.
По Рижскому мирному договору (1921 года) Замошье попало в состав межвоенной Польской Республики, где принадлежало Браславскому повету Виленского воеводства. С 1939 года — в составе БССР. В 1971 году в Замошье было 275 жителей и 93 двора.

## Памятники архитектуры
- Петропавловская церковь (Замошье)
- Археологические памятники: городище, курганный могильник (VI—III веке н.э) —  Историко-культурная ценность Республики Беларусь, шифр 213В000193,  Историко-культурная ценность Республики Беларусь, шифр 213В000194
- Памятник Ольге Максимович, юной партизанах, которая жила в деревне Гирдюши, в сентябре 1943 года была схвачено гитлеровцами в д. Слободка и после пыток расстреляна. В 1975 году поставлена скульптура.